# Miss Costa Rica 2019
Miss Costa Rica 2019 fue la 64.ª edición del Certamen Nacional de Belleza de Costa Rica, el cual se llevó a cabo el día 19 de julio, las 8:00 p. m. (UTC-6), por Teletica. En la gala final Natalia Carvajal Sánchez, Miss Costa Rica 2018, top 10 en Miss Universo 2018 y representante de San José, coronó a Paola Chacón también de San José como su sucesora, la cual tendrá el derecho de representar a Costa Rica en el Miss Universo 2019.

## Historia
Luego de la edición 63, en la que ganaría Natalia Carvajal, la organización volvió a la temática de la votación popular, la cual no tuvo influencia alguna al eligir al top 3, la ganadora de la edición 64, deberá anteponerse ante el logro de su antecesora, la cual logró ser top 10 en el Miss Universo, siendo la quinta clasificación de Costa Rica en Miss Universo y teniendo tres de estas en el top 10.

## Proceso de Selección
Concluida la participación de Carvajal en el Miss Universo 2018 y con su regreso a Costa Rica, Natalia asistió a varios programas nacionales como Buen Día y De Boca en Boca, en el cual anunciaba el proceso de inscripción en el mes de enero, en el cual las candidatas participarán para ser seleccionadas en el corte de precandidatura, primera de las etapas para escoger a las ya acostumbradas 10 finalistas finales, el casting de preselección, se realiza vía web en la página de la Organización Miss Costa Rica.

## Competencia Preliminar
La competencia preliminar, contempló tres categorías para calificar a las candidatas, las cuales fueron: una ronda de preguntas, una ronda de pasarela y por último una pasarela en traje de baño. Se llevó a cabo el día 7 de marzo, iniciando a las 14:00 horas (UTC-6), horario costarricense, fue transmitido por la plataforma web de Televisora de Costa Rica y fue conducido por la ex-miss Costa Rica, Karina Ramos, los puntajes recibos en esta etapa serán sumados a los de la noche final. el jurado de la preliminar se compuso por:
- Gabriela Solano: Directora de la Organización Miss Costa Rica.
- Carolina Rodríguez Durán: Miss Costa Rica 2016.
- Elena Correa: Miss Costa Rica 2017.
- Natalia Carvajal: Miss Costa Rica 2018.

## Elección Final
La dinámica de elección no ha sido confirmada, pero la fecha del evento es el día 19 de julio de 2019, a las 8 de la noche y será transmitido por teletica y la plataforma web teletica.com. La entrevista con el jurado se realizará el día 12 de julio. Se realizaron una prueba de personalidad, una prueba de traje de baño, una prueba de pasarela en traje de noche y la pregunta final.

## Cuadro Final
| Título               | Candidata                 | Candidata                 | Candidata                 |
| -------------------- | ------------------------- | ------------------------- | ------------------------- |
| Miss Costa Rica 2019 | San José - Paola Chacón   | San José - Paola Chacón   | San José - Paola Chacón   |
| 1a Finalista         | Guanacaste - Brenda Muñoz | Guanacaste - Brenda Muñoz | Guanacaste - Brenda Muñoz |
| 2a Finalista         | San José - Mónica Zamora  | San José - Mónica Zamora  | San José - Mónica Zamora  |

## Candidatas
| Representación | Candidata                   | Edad | Estatura (m)   |
| -------------- | --------------------------- | ---- | -------------- |
| San José       | Yohanna Quesada Petgrave    | 24   | 1,65 m (5′ 5″) |
| Alajuela       | Evelyn Sibaja Alfaro        | 26   | 1,75 m (5′ 9″) |
| Guanacaste     | Brenda Liz Muñoz Hernández  | 25   | 1,75 m (5′ 9″) |
| Limón          | Chonta Mullins Abegglen     | 22   | 1,76 m (5′ 9″) |
| San José       | Karla Paola Chacón Fuentes  | 27   | 1,72 m (5′ 8″) |
| San José       | Catalina Freer Castro       | 27   | 1,73 m (5′ 8″) |
| San José       | Axa Valeria Pineda Madrigal | 26   | 1,67 m (5′ 6″) |
| San José       | Mónica Zamora Chavarría     | 23   | 1,65 m (5′ 5″) |
| San José       | Amanda Agüero Peralta       | 20   | 1,62 m (5′ 4″) |

### Destituciones
La candidata Paula Mendieta de San José, fue destituida por la Organización Miss Costa Rica, debido a su excedencia en la edad permitida, en donde las candidatas deben tener un tope de 28 años hasta el mes de enero del año posterior al concurso, el comunicado se realizó a través de redes sociales.

## Datos acerca de las candidatas

### Datos Regionales
- San José: La actual ganadora del certamen es originaria  de la Provincia de San José, Natalia Carvajal Sánchez, es una de las provincias que más candidatas aporta al certamen.
- Alajuela: Es una de las provincias que más participaciones tiene en el concurso, junto con San José.
- Guanacaste: Se hace presente luego de cinco años de ausencia, la última representante fue Fabiana Granados Herrera en el año 2013 quién alcanzó entrar al top 16 de la edición del Miss Universo de ese año

- Puntarenas: Se ausenta de la presente edición, su última participación fue en la edición anterior, luego de ocho años de ausencia.
- Heredia: Su última participación fue en la edición del 2017 con la candidata Elena Correa, este mismo año no se realizó el concurso como se acostumbra.
- Cartago: Su última participación fue en la edición del 2014.

## Estadísticas
En el siguiente cuadro se muestra la distribución de las coronas ganadas por región:
| Representación      | Coronas Ganadas | Última Corona Ganada |
| ------------------- | --------------- | -------------------- |
| Señorita San José   | 30 Coronas      | 2019                 |
| Señorita Heredia    | 10 Coronas      | 2017                 |
| Señorita Alajuela   | 8 Coronas       | 2016                 |
| Señorita Guanacaste | 6 Coronas       | 2013                 |
| Señorita Cartago    | 5 Coronas       | 2010                 |
| Señorita Limón      | 4 Coronas       | 2015                 |
| Señorita Puntarenas | 2 Coronas       | 1985                 |